# Municipio de Lincoln (condado de Putnam)
El municipio de Lincoln (en inglés: Lincoln Township) es un municipio ubicado en el condado de Putnam en el estado estadounidense de Misuri. En el año 2010 tenía una población de 313 habitantes y una densidad poblacional de 2,52 personas por km².

## Geografía
El municipio de Lincoln se encuentra ubicado en las coordenadas 40°32′14″N 92°54′51″O / 40.53722, -92.91417. Según la Oficina del Censo de los Estados Unidos, el municipio tiene una superficie total de 124.41 km², de la cual 124,37 km² corresponden a tierra firme y (0,03 %) 0,03 km² es agua.

## Demografía
Según el censo de 2010, había 313 personas residiendo en el municipio de Lincoln. La densidad de población era de 2,52 hab./km². De los 313 habitantes, el municipio de Lincoln estaba compuesto por el 100 % blancos. Del total de la población el 0 % eran hispanos o latinos de cualquier raza.